# Прилив на страсти
„Прилив на страсти“ (на испански: Marea de pasiones) е мексиканска теленовела, режисирана от Родриго Качеро, Карлос Кок Марин и Хавиер Патрон Фокс и продуцирана от Жисел Гонсалес за ТелевисаУнивисион през 2024 г. Версията, разработена от Клаудия Веласко, е базирана на португалската теленовела Страсти от 2017 г., създадена от Филипа Попе и Джоана Андраде.
В главните роли са Ока Хинер и Матиас Новоа, а в отрицателните – Алехандро де ла Мадрид и Маргарита Муньос. Специално участие вземат Бланка Гера, Алехандро Камачо, Лус Мария Херес, Ана Сиокчети и Саул Лисасо.

## Сюжет
Луиса и Марсело виждат, че плановете им за брак са опетнени след убийството на Алехандро, бащата на Луиса, тъй като Марсело изглежда е главният заподозрян в престъплението. В действителност зад убийството на Алехандро стои Саид, амбициозен мъж, обсебен от Луиса. За да засили подозрението към Марсело, той инициира отвличането му, така че всички да повярват, че е избягал. Изчезването му разбива сърцето на Луиса, тъй като тя смята, че Марсело е виновен за убийството на баща ѝ. Тя разбира, че е бременна, и казва на Саид, който я моли да се омъжи за него и да признае бащинството. Луиса приема, за да предотврати отхвърлянето на детето си. След седем години Марсело се завръща, след като успява да избяга от похитителите си. След завръщането му всичко е различно и той и Луиса трябва да се борят срещу всички шансове, за да превърнат любовта си в реалност.

## Актьори
- Ока Хинер – Луиса Грахалес
- Матиас Новоа – Марсело Бернал
- Алехандро де ла Мадрид – Саид Еспино
- Маргарита Муньос – Елена
- Бланка Гера – Мария Инес
- Алехандро Камачо – Хуан Мареро
- Ана Сиокчети – Исела
- Лус Мария Херес – Леонор Грахалес
- Микел Дувал – Тиаго Грахалес
- Ана Тена – Камила Мареро
- Франсиско Писаня – Фелипе Бернал
- Алфредо Гатика – Алфонсо Мареро
- Алекса Мартин – Беатрис Мареро
- Адриана Сааведра – Ана Грахалес
- Саул Лисасо – Алехандро Грахалес
- Алехандра Саид – Роберта
- Летисия Пердигон
- Алекс Переа
- Алехандро Ибара
- Алехандра Андреу
- Хесус Кастро Понсе
- Кристиан де Диос
- Ектор Лусими
- Орасио Беамонте

## Премиера
Премиерата на „Прилив на страсти“ е на 4 март 2024 г. по Las Estrellas. Последният 65. епизод е излъчен на 31 май 2024 г.
| Година | Излъчване              | Брой епизоди | Премиера    | Премиера         | Финал       | Финал            |
| Година | Излъчване              | Брой епизоди | Дата        | Зрители (в млн.) | Дата        | Зрители (в млн.) |
| ------ | ---------------------- | ------------ | ----------- | ---------------- | ----------- | ---------------- |
| 2024   | понеделник-петък 21:30 | 65           | 4 март 2024 | 2.6              | 31 май 2024 | 2.87             |

## Продукция

### Разработване
В началото на ноември 2023 г. е обявено, че Жисел Гонсалес подготвя следващата си теленовела. Фотосесиите и пробите започват в края на декември 2023 г. Записите на теленовелата започват на 30 януари 2024 г. на различни локации в Наярит.

### Кастинг
На 9 ноември 2023 г. Бланка Гера е обявена за част от актьорския състав. На 7 декември 2023 г. Ока Хинер и Матиас Новоа са обявени за водеща двойка, заедно с Алехандро де ла Мадрид и колумбийката Маргарита Муньос като главните злодеи в историята. На 21 декември 2023 г. е обявено, че Алехандро Камачо се присъединява към актьорския състав, след като участва в Мините на страстта.